# M.J. Stewart
Marvin Stewart Jr. (Arlington, 19 giugno 1995) è un giocatore di football americano statunitense che milita nel ruolo di cornerback per gli Houston Texans della National Football League (NFL).

## Carriera

### Tampa Bay Buccaneers
Al college Bates giocò a football con i North Carolina Tar Heels dal 2014 al 2017. Fu scelto nel corso del secondo giro (53º assoluto) del Draft NFL 2018 dai Tampa Bay Buccaneers. Debuttò come professionista subentrando nella gara del primo turno contro i New Orleans Saints mettendo a segno 4 tackle. La sua stagione da rookie si concluse con 33 placcaggi in 11 gare, 5 delle quali come titolare.

### Cleveland Browns
L'8 agosto 2020 Stewart firmò con i Cleveland Browns.

### Houston Texans
Il 24 marzo 2022 Stewart firmò con gli Houston Texans.